# Smilax biflora
Smilax biflora är en enhjärtbladig växtart som beskrevs av Philipp Franz von Siebold och Friedrich Anton Wilhelm Miquel. Smilax biflora ingår i släktet Smilax och familjen Smilacaceae. Inga underarter finns listade.